# Gorgonia occatoria
Gorgonia occatoria is een zachte koraalsoort uit de familie Gorgoniidae. De koraalsoort komt uit het geslacht Gorgonia. Gorgonia occatoria werd in 1855 voor het eerst wetenschappelijk beschreven door Valenciennes. 